# Шипувате (станція)
Шипува́те — проміжна вантажно-пасажирська залізнична станція 5 клас Куп'янської дирекції залізничних перевезень Південної залізниці.
Розташована на одноколійній неелектрифікованій лінії Оливине — Огірцеве між станціями Гусинка (11 км) та Бурлук у с-щі Шипувате (10 км) Великобурлуцького району Харківської області. На станції зупиняються пасажирські та приміські поїзди.